# Lakeview (Alabama)
Lakeview é uma cidade  localizada no estado americano do Alabama, no Condado de DeKalb.

## Demografia
Segundo o censo americano de 2000, a sua população era de 163 habitantes.
Em 2006, foi estimada uma população de 172, um aumento de 9 (5.5%).

## Geografia
De acordo com o United States Census Bureau, a localidade tem uma área de 1,6 km², sem área coberta por água.

## Localidades na vizinhança
O diagrama seguinte representa as localidades num raio de 24 km ao redor de Lakeview.